# Hässössaari
Hässössaari är en ö i Finland. Den ligger i sjön Pyhäjärvi och i kommunen Äänekoski i den ekonomiska regionen  Äänekoski  och landskapet Mellersta Finland, i den centrala delen av landet, 280 km norr om huvudstaden Helsingfors. Öns area är 1,5 kvadratkilometer och dess största längd är 2,1 kilometer i sydöst-nordvästlig riktning.